# Viktoria Wolffhardt
Viktoria Wolffhardt, née le 26 juin 1994 à Tulln an der Donau est une céiste autrichienne. Le 2 juin 2018, elle remporte la médaille d'or lors des championnats d'Europe de slalom en canoë monoplace,.

## Palmarès

### Championnats du monde de canoë-kayak slalom
- 2014 à Deep Creek Lake,  États-Unis
  -  Médaille d'argent en K1 par équipes
- 2015 à Londres,  Royaume-Uni
  -  Médaille de bronze en C1 par équipes
- 2017 à Pau,  France
  -  Médaille d'argent en K1 par équipes

### Championnats d'Europe de canoë-kayak slalom
- 2011 à La Seu d'Urgell,  Espagne
  -  Médaille d'argent en K1 par équipes
- 2013 à Cracovie,  Pologne
  -  Médaille de bronze en K1
- 2018 à Prague,  Tchéquie
  -  Médaille d'or en C1
  -  Médaille d'argent en K1 par équipes
- 2019 à Pau,  France
  -  Médaille de bronze en C1 par équipes
- 2021 à Ivrée,  Italie
  -  Médaille d'argent en K1 par équipes